# Kanton Saint-Denis-1
Der Kanton Saint-Denis-1 ist seit 1949 ein Wahlkreis im französischen Département Réunion im Arrondissement Saint-Denis. Er umfasst einen Teil der Gemeinde Saint-Denis.